# Chickney
Chickney är en by och en civil parish i Uttlesford i Essex i England. Orten har 38 invånare (2001). Den har en kyrka. Byn nämndes i Domedagsboken (Domesday Book) år 1086, och kallades då Cicchenai.